# 霧峰 (日本)

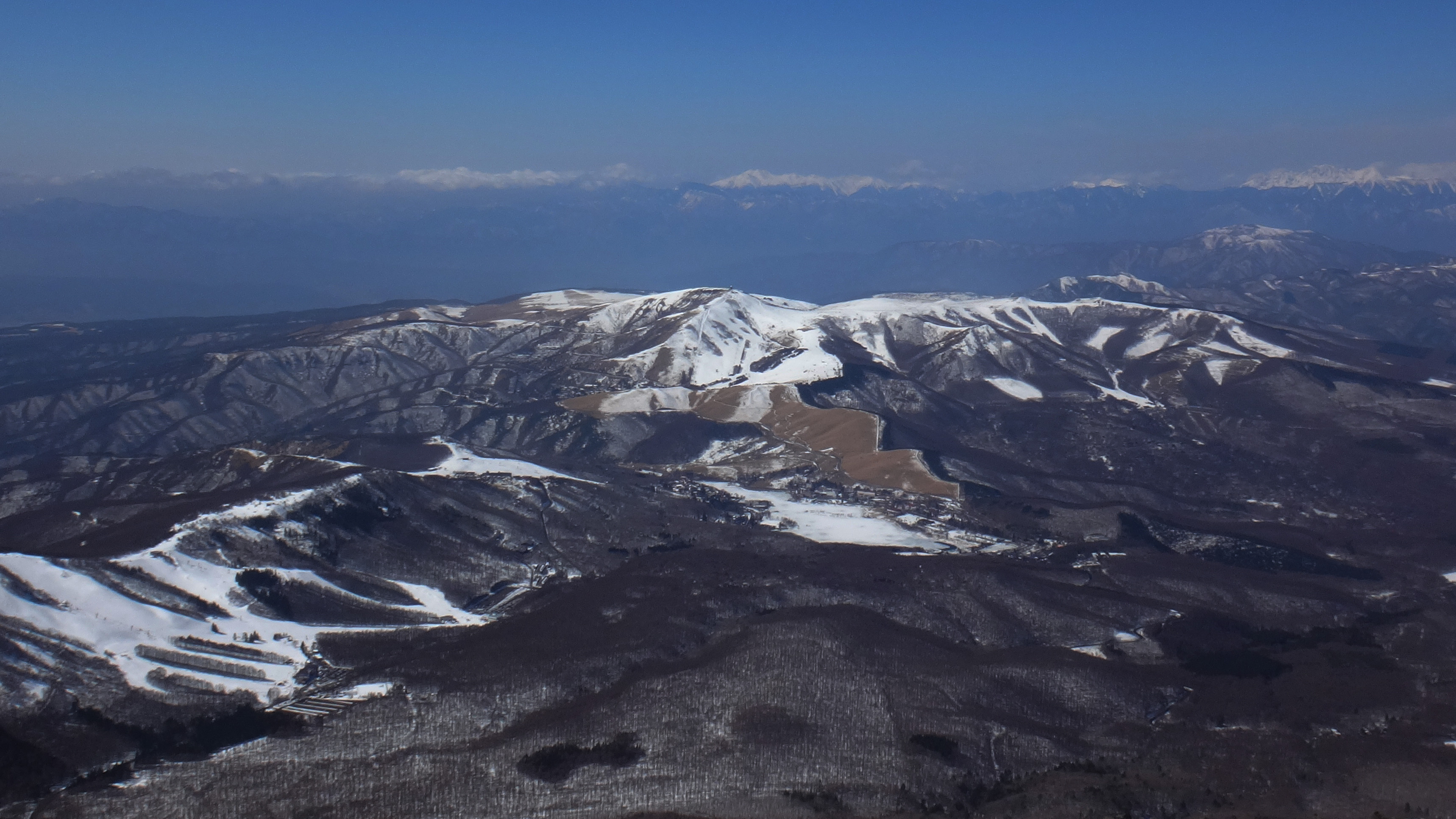
从葛峰东侧看到的霧峰。照片拍摄于葛山。

霧峰山（日语：霧ヶ峰）是位於日本八岳中信高原國定公園中部，橫跨長野縣茅野市、諏訪市、諏訪郡下諏訪町、小縣郡長和町的一座山峰，也是一座火山。最高峰的高度達1,925米。霧峰山是日本滑翔機文化的發源地，自大正時代就有滑翔機飛行，現在這裡的滑翔機運動仍十分興盛。

## 外部連結
- 国土地理院 地図閲覧システム 2万5千分1地形図名：霧ヶ峰 （页面存档备份，存于）